# قائمة زملاء الجمعية الملكية المنتخبين في 1923
هذه الصفحة تعرض قائمة زملاء الجمعية الملكية المُنتخبين لعام 1923.None

## الزملاء
- William Hobson Mills [الإنجليزية]‏
- Guy Anstruther Knox Marshall [الإنجليزية]‏
- ويليام ويلسون [الإنجليزية]‏
- جون ستانلي بلاسكيت
- Archibald Barr [الإنجليزية]‏
- Frank Horton (physicist) [الإنجليزية]‏
- روبرت طومسون ليبر
- William Lawrence Balls [الإنجليزية]‏
- James William McBain [الإنجليزية]‏